# Фейсал ибн Бандар Аль Сауд
Фе́йсал ибн Банда́р ибн Абду́л-Ази́з А́ль Сау́д (араб. فيصل بن بندر بن عبد العزيز آل سعود‎; род. 1945, Эр-Рияд, Саудовская Аравия) — саудовский военный и государственный деятель. Губернатор Эр-Рияда с 29 января 2015 года.

## Биография

### Ранняя биография и образование
Принц Фейсал ибн Бандар родился в 1945 году в Эр-Рияде (Саудовская Аравия) в семье принца Бандара (1923—2019) и его жены Васмии бинт Абдуррахман.
Окончил Университет короля Сауда в 1969 году в степени бакалавра по истории искусств.

### Карьера
В 1970 году Фейсал ибн Бандар занимал должность директора организационно-административного отдела Министерства обороны и авиации, в Министерстве связи с 1974 года.
Фейсал ибн Бандар был заместителем губернатора Асир (1978—1981), губернатором провинции Эль-Касим (1992—2015) и является губернатором провинции Эр-Рияд (с 2015 года)
В марте 2020 года открыл второй международный гуманитарный форум Эр-Рияда.
Член Совета Верности (Совета Преданности) со дня основания.
Обычно возглавляет делегации, встречающие иностранных лидеров или политиков: в октябре 2019 года был во главе делегации, встречавшей президента России Владимира Путина в Эр-Рияде во время его визита в страну для встречи с королём Салманом.

### Семья
Женат на Нуре бинт Сауд, у него 2 сына и 2 дочери. Его сын Мухаммед, офицер и лётчик-истребитель в ВВС, а принц Бандар — помощник главы разведки.

### Госпитализация
В апреле 2020 года был госпитализирован в реанимацию после заражения COVID—19.